# Thallumetus simoni
Thallumetus simoni là một loài nhện trong họ Dictynidae.
Loài này thuộc chi Thallumetus. Thallumetus simoni được Willis J. Gertsch miêu tả năm 1945.